# 龙须面
龙须面是源自中华人民共和国山东省的一种面条，因其外形细长，像中國龍的龙须而得名龍鬚麵。當地人會在农历二月初二的龍抬頭那天食用龍鬚麵。

## 歷史
龙须面据说是明代一位替皇帝工作的厨师发明的。在立春期间，那位厨师製作了一些特别长而细的面条，皇帝食用後很高兴，后来龍鬚麵在农民當中也很受欢迎。因为龍鬚麵被認為与龙有关，所以在龙抬头那天人們开始吃龍鬚麵。

## 制做步骤
1. 制作面团
2. 拉成面条
3. 油炸[3]